# Le contemplazioni
Le contemplazioni  (in francese Les contemplations [lɛkõtɑ̃plasiõ]) è una raccolta di poesie, scritta da Victor Hugo, pubblicata nel 1856. È composta da 158 poesie riunite in sei libri.
La maggior parte di queste poesie sono state scritte tra il 1841 e il 1855, ma ci sono anche poemi più antichi scritti nel 1830. Le contemplazioni è una raccolta di ricordi, d'amore, di gioia ma anche di morte, di lutto e di misticismo. Il ricordo, specialmente, ha un ruolo preminente dato che Victor Hugo sperimenta il genere dell'autobiografia in versi. Questa raccolta è anche un omaggio a sua figlia Léopoldine Hugo, morta annegata nella Senna a Villequier.

## La struttura del libro
Il libro è organizzato in due parti, da tre capitoli ciascuna, rispettivamente intitolate Autrefois e Aujourd'hui.
- Autrefois (1830- 1843)
  - I. Aurora: è il libro dedicato alla gioventù in cui vengono evocati i ricordi d'università del poeta, le sue prime infatuazioni amorose e le sue prime lotte letterarie.
  - II. L'anima in fiore: è il libro degli amori, le cui poesie ricordano i primi tempi dell'unione con Juliette Drouet.
  - III. Le lotte e i sogni: è il libro della compassione e il primo passo verso la considerazione della sofferenza del mondo.
- Aujourd'hui (1843- 1855)
  - IV. Pauca meæ: è il libro del lutto in cui il poeta tenta di stabilire una forma di comunicazione con la figlia nonostante la morte.
  - V. In cammino: è il libro della forza ritrovata in cui il poeta espatriato cerca nuove ragioni di vivere nella meditazione.
  - VI. Ai margini dell'infinito: è il libro della certezza. Prevale un'ambientazione fantastica e sovrannaturale, con fantasmi, angeli e spiriti che forniscono rivelazioni al poeta. L'angoscia si alterna ancora con la speranza, la quale alla fine riesce a vincere.
- A colei che è rimasta in Francia: epilogo composto da otto sezioni. È dedicato a Léopoldine Hugo, la figlia del poeta annegata nella Senna, la quale occupa un ruolo fondamentale in questa raccolta.

A primo impatto la raccolta sembra organizzata in ordine cronologico. Ma Victor Hugo ha distorto la data di stesura di alcune poesie. Quindi, bisogna dedurre che l'ordine scelto è più psicologico che temporale.

## Le contemplazionicome raccolta d'amore
L'amore in Le contemplazioni si manifesta sotto diverse forme. Può anche trattarsi di un amore sciocco d'infanzia (Vieille chanson du jeune temps). È un amore in cui l'espressione dei sentimenti è goffa e titubante.
Anche l'amore sensuale è molto importante. La sensualità è sia discreta (come nella maggior parte delle poesie) sia, in via eccezionale, erotica. Così, l'amore è la fonte della felicità e della gioia.

## Il lirismo amoroso e la natura
Le poesie d'amore trattano anche il tema della natura: "andremo al frutteto per raccogliere delle ciliegie" . Il lirismo amoroso si mischia con il lirismo della natura senza che questi si confondano. Hugo non scrive di un amore infelice ma, al contrario, di un amore fonte di completezza, felicità di coppia e unione con la natura.
Il poeta manifesta la natura e l'amore con la modalità di poesie brevi, come se Hugo tentasse di catturare un momento fuggitivo piuttosto che descrivere dettagliatamente i suoi sentimenti. Hugo si concentra solo su alcune parti della realtà e per questo dà un'immagine frammentata: non ritrae la donna che ama da capo a piedi ma evoca la sua nuca, i suoi piedi o i suoi capelli. Anche la natura è descritta in maniera frammentata: Hugo evoca un albero e i suoi rami, una riva o dei giunchi. Nelle poesie d'amore, l'amore e la natura sono intimamente connesse, rendendo la natura il luogo privilegiato della fusione del poeta e della donna amata.

## Le contemplazionicome opera del lutto
Le contemplazioni è soprattutto una raccolta di nostalgia e in particolare del ricordo di Léopoldine, la figlia del poeta, che annega nella Senna con suo marito il 4 settembre 1843; Hugo viene a saperlo casualmente dalla stampa il 9 settembre 1843 a Rochefort, mentre tornava da un viaggio in Spagna con Juliette Drouet. La morte della figlia influenza la struttura del libro e la sua partizione.
Hugo sceglie i versi per raccontare l'evolversi del lutto, permettendo di dare forma a quest'esperienza dolorosa e di superarla. Il vincolo poetico è un modo di canalizzare l'affetto facendo colare l'informale in uno stampo di forme preesistenti; il sonetto e le strutture ritmiche.
Il destinatario di Pauca meæ sembra essere in prima istanza sua figlia Léopoldine, alla quale Hugo si rivolge. Scrive per esempio " vedi, io so che tu mi aspetti". Il poeta, che sembra non comprendere più il disegno di Dio, si rivolge anche ad altri uomini visto che le sue sofferenze coincidono con quelle di tutti gli altri: " sono un essere umano" scrive nella prefazione. La poesia diventa una chiamata ai sentimenti universali.
Il poeta evoca i momenti felici passati con sua figlia: Hugo evoca anche le favole che raccontava ai suoi figli. Il titolo Pauca meæ si riferisce a sua figlia. Visto che pauca significa "poca cosa" e meæ "la mia", potremmo tradurre il titolo con "le poche cose che restano per/ di mia figlia". I momenti passati insieme sono evocati sempre in maniera vaga e frammentaria: tra le diciassette poesie di Pauca meæ , solo quattro poesie descrivono scene del passato. Pauca meæ sono prima di tutto poesie della sofferenza: tratta il tema del dolore in nove delle diciassette poesie che compongono Pauca meæ.
Inoltre, Hugo manifesta chiaramente il rifiuto della morte e non smette di chiedere a Dio il senso della morte della figlia Léopoldine. Quest'evento fa infatti vacillare la fede di Hugo e la sua fiducia in Dio, e anche l'idea che il Poeta debba farsi messaggero di Dio e guida dei popoli (peraltro concezione antica per Hugo). Parallelamente, Hugo confessa la sua incapacità di comprendere i disegni di Dio e la sua sottomissione alla volontà divina. Hugo delinea l'idea secondo la quale la vita termina in un modo misterioso che nessuno può comprendere.
Quanto al tono e allo stile di Hugo, il suo linguaggio e la sua poetica sono caratterizzati dalla semplicità. Le stesse rime tornano in più poesie. Hugo rifiuta il pathos; ricorre così al doppio per parlare delle proprio sofferenze, dando l'impressione di parlare di qualcun altro. Evita di esagerare il lirismo personale, scrivendo per esempio: "Non guarderò né l'oro della sera che cade/ Né le vele lontane che scendono verso Harfleur" come per rifiutare un semplice sentimentalismo.

## La Mistica del poeta
Nel 1853 hanno luogo le sessioni di tavolo- tornitura da Delphine de Girardin. Quest'esperienza permette al poeta di creare una nuova religione, evocata nella poesia di Le contemplazioni intitolata "Ce que dit la bouche d'ombre". Panteismo e cristianesimo si uniscono per formare un pensiero che affronta sia i temi della religione che della filosofia.
Il dio di Hugo non è affatto impersonale, né antropomorfo:  piuttosto è la voce della coscienza, una forma intima e vivida del diritto morale. È un dio onnipotente ma inconoscibile all'uomo, il cui cristianesimo ne offre solo un'immagine approssimativa, poiché si tratta di un'entità universale e scevra dalle altre religioni. Hugo crede nella caratteristica sovrannaturale della poesia che gli permette di tradurre la voce dell'aldilà. Il poeta diventa un veggente e un messaggero dell'infinito.
Infine, Le contemplazioni sono per Hugo l'occasione di affermare l'immortalità dell'anima e nella reincarnazione.

## Il ruolo diLe contemplazioninell'operato di Hugo
Sicuramente, la raccolta Le contemplazioni nella sua prima parte protrae il lirismo di opere anteriori come I Raggi e le ombre ma, allo stesso tempo, è anche una rottura con lo stesso lirismo, che annuncia una poesia più cupa. Le contemplazioni costituiscono un'opera maggiore che corrisponde a una seconda nascita poetica di Victor Hugo.

## Passaggi importanti
- La vie aux champs (I, 6)
- Réponse à un acte d'accusation (I, 7)
- Melancholia (III, 2)
- Magnitudo parvi (III, 30)
- O souvenir... (IV, 9)
- Veni, vidi, vixi (IV, 13)
- Demain, dès l'aube… (IV, 14)
- Ce que dit la bouche d'ombre (VI, 26)
- À celle qui est restée en France (dernier poème)

## Lista delle poesie
Préface
« Un jour je vis… »
AUTREFOIS
1830–1843
LIVRE PREMIER
AURORE
I. À ma fille
II. « Le poëte s’en va dans les champs… »
III. Mes deux filles
IV. « Le firmament est plein de la vaste clarté »
V. À André Chénier
VI. La vie aux champs
VII. Réponse à un acte d’accusation
VIII. Suite
IX. « Le poëme éploré se lamente ; le drame »
X. À Madame D. G. de G.
XI. Lise
XII. Vere novo
XIII.
À propos d’Horace
XIV. À Granville, en 1836
XV. La coccinelle
XVI. Vers 1820
XVII. À M. Froment-Meurice
XVIII. Les oiseaux
XIX. Vieille chanson du jeune temps
XX. À un poëte aveugle
XXI. « Elle était déchaussée, elle était décoiffée »
XXII. La fête chez Thérèse
XXIII. L’enfance
XXIV. « Heureux l’homme… »
XXV. Unité
XXVI. Quelques mots à un autre
XXVII. « Oui, je suis le rêveur… »
XXVIII. « Il faut que le poëte… »
XXIX. Halte en marchant 
LIVRE DEUXIÈME
L’ÂME EN FLEUR
I. Premier mai
II. « Mes vers fuiraient, doux et frêles »
III. Le rouet d’Omphale
IV. Chanson
V. Hier au soir
VI. Lettre
VII. « Nous allions au verger… »
VIII. « Tu peux, comme il te plaît… »
IX. En écoutant les oiseaux
X. « Mon bras pressait ta taille frêle »
XI. « Les femmes sont sur la terre »
XII. Églogue
XIII. « Viens ! — une flûte invisible »
XIV. Billet du matin
XV. Paroles dans l’ombre
XVI. « L’hirondelle au printemps… »
XVII. Sous les arbres
XVIII. « Je sais bien qu’il est d’usage »
XIX. N’envions rien
XX. Il fait froid
XXI. « Il lui disait : Vois-tu… »
XXII. « Aimons toujours ! aimons encore »
XXIII. Après l’hiver 
XXIV. « Que le sort, quel qu’il soit… »
XXV. « Je respire où tu palpites »
XXVI. Crépuscule
XXVII. La nichée sous le portail
XXVIII. Un soir que je regardais le ciel
LIVRE TROISIÈME
LES LUTTES ET LES RÊVES
I. Écrit sur un exemplaire de la « Divina Commedia »
II. Melancholia
III. Saturne
IV. Écrit au bas d’un crucifix
V. Quia pulvis es
VI. La source
VII. La statue
VIII. « Je lisais. Que lisais-je ?… »
IX. « Jeune fille, la grâce emplit… »
X. Amour
XI. ?
XII. Explication
XIII. La chouette
XIV. À la mère de l’enfant mort
XV. Épitaphe
XVI. Le maître d’études
XVII. Chose vue un jour de printemps
XVIII. Intérieur
XIX. Baraques de la foire
XX. Insomnie
XXI. Écrit sur la plinthe d’un bas-relief antique
XXII. « La clarté du dehors… »
XXIII. Le revenant
XXIV. Aux arbres
XXV. « L’enfant, voyant l’aïeule… »
XXVI. Joies du soir
XXVII. « J’aime l’araignée et j’aime l’ortie »
XXVIII. Le poëte
XXIX. La nature
XXX. Magnitudo parvi
AUJOURD’HUI
1843–1855
LIVRE QUATRIÈME
PAUCA MEÆ
I. « Pure innocence ! Vertu sainte ! »
II. 15 février 1843
4 septembre 1843
III. Trois ans après
IV. « Oh ! je fus comme fou… »
V. « Elle avait pris ce pli… »
VI. « Quand nous habitions tous ensemble »
VII. « Elle était pâle, et pourtant rose »
VIII. « À qui donc sommes-nous ?… »
IX. « Ô souvenirs ! printemps ! aurore ! »
X. « Pendant que le marin… »
XI. « On vit, on parle… »
XII. À quoi songeaient les deux cavaliers dans la forêt
XIII. Veni, vidi, vixi
XIV. « Demain, dès l’aube… »
XV. À Villequier
XVI. Mors
XVII. Charles Vacquerie
LIVRE CINQUIÈME
EN MARCHE
I. À Aug. V.
II. Au fils d’un poëte
III. Écrit en 1846
Écrit en 1855
IV. « La source tombait du rocher »
V. À Mademoiselle Louise B.
VI. À vous qui êtes là
VII. « Pour l’erreur, éclairer, c’est apostasier »
VIII. À Jules J.
IX. Le mendiant
X. Aux feuillantines
XI. Ponto
XII. Dolorosæ
XIII. Paroles sur la dune
XIV. Claire P.
XV. À Alexandre D.
XVI. Lueur au couchant
XVII. Mugitusque boum
XVIII. Apparition
XIX. Au poëte qui m’envoie une plume d’aigle
XX. Cérigo
XXI. À Paul M.
XXII. « Je payai le pêcheur qui passa son chemin »
XXIII. Pasteurs et troupeaux
XXIV. « J’ai cueilli cette fleur pour toi… »
XXV. « Ô strophe du poëte, autrefois… »
XXVI. Les malheureux
LIVRE SIXIÈME
AU BORD DE L’INFINI
I. Le pont
II. Ibo
III. « Un spectre m’attendait… »
IV. « Écoutez. Je suis Jean… »
V. Croire, mais pas en nous
VI. Pleurs dans la nuit
VII. « Un jour, le morne esprit… »
VIII. Claire
IX. À la fenêtre, pendant la nuit
X. Éclaircie
XI. « Oh ! par nos vils plaisirs… »
XII. Aux anges qui nous voient
XIII. Cadaver
XIV. « Ô gouffre ! l’âme plonge… »
XV. À celle qui est voilée
XVI. Horror
XVII. Dolor
XVIII. « Hélas ! tout est sépulcre… »
XIX. Voyage de nuit
XX. Religio
XXI. Spes
XXII. Ce que c’est que la mort
XXIII. Les mages
XXIV. En frappant à une porte
XXV. Nomen, numen, lumen
XXVI. Ce que dit la bouche d’ombre
À celle qui est restée en France